# Isabelle Poomarts
 (janvier 2016).
Isabelle Poomarts est une lutteuse française.
Aux Championnats d'Europe, elle remporte la médaille de bronze en lutte féminine dans la catégorie des moins de 44 kg en 1988 à Dijon.